# 高島遼
高島 遼 （たかしま りょう、1966年8月10日）は、熊本県出身の俳優・タレント。

## 人物
- 身長183cm、体重84kg。1988年頃から俳優として舞台、ドラマ、CM等に出演。
- 2001年からはパチンコ雑誌のページ執筆やパチンコ番組への出演が増える。テレビ番組ではリアルプロとして、パチンコライターとはまた違った視点から解説。また、ハイテンションなトークで番組を盛り上げるのも特徴。番組上では、技術介入できる機種を好む傾向にある。
- 以前は、パチンコ★パチスロTV! （スカパー ch.759）『パチンコ実戦塾 〜来店お断り〜』に、守山有人・チャーミー中元と出演。『パチンコ獅子奮迅』では丈幻、デラ☆とよまる、ヨースケ、モデル・オノらと出演。
- 以前は高島良と名乗っていたが、プロゴルファーの石川遼 人気にあやかり2011年に高島遼と改名。苗字の高島は、現在の居住エリア横浜市西区高島町（裏横浜・平沼高島エリア）からとったもの。
- 俳優としての活動は、舞台を中心に活動中。英語演劇にも参加。
- 趣味は、ゴルフ（80台でラウンドする腕前）と自転車（愛車はBMC）

## テレビ
- パチンコ獅子奮迅
- パチンコ実戦塾 〜来店お断り〜
- ガチプロ
- Pブレスト確変研究所

## テレビドラマ
- 黒い太陽'07スペシャル
- 愛無情
- しのぶ
- 華の別れ
- ドラマ23

## CM
- マルキン自転車
- 新葉建設

## 映画
- LOSING COLORS（2013年）
- Back Street Apartment（2012年）　※小田原映画祭出品作品

## 舞台
- 「英語塾vol.2 Double rainbow at いろは食堂」（2011年）
- 「リトルヒットラー」劇団皇帝料理（2002年）
- 「たいこの囁き」すいません劇場 第16回公演（2000年）
- 「246の星」すいません劇場 in 歌舞伎町（2000年）
- 「めいそう教室」すいません劇場 第13回公演（1999年）
- 「きっぽん」すいません劇場 第12回公演（1999年）
- 「ふらわーろーど 改訂版」すいません劇場 第11回公演（1999年）
- 「CAFE BLUE」シネマティックカフェ（1999年）
- 「ふらわーろーど」すいません劇場 第10回公演（1998年）
- 「あなたは誰かと心のキャッチボールをしていますか？」LOVE&PEACE公演（1998年）
- 「とらとらとら」LOVE&PEACE公演（1998年）
- 「革ジャンブルース」後藤事務所プロデュース公演（1986年）